# 欧州対外行動局
欧州対外行動局（おうしゅうたいがいこうどうきょく、European External Action Service: EEAS）は、欧州連合の外交をつかさどる機関。2009年12月1日に発効したリスボン条約を受けて設立されることとなった。2010年12月1日に稼動し、欧州連合の共通外交・安全保障政策を実行しつつ、またほかの分野でも対外的な代表を務める外交団を率いる。欧州対外行動局は、やはりリスボン条約で創設された役職である外務・安全保障政策上級代表のもとに置かれ、また上級代表の活動を補佐する。他に日本語では欧州対外行動庁とも表記される。
欧州対外行動局は欧州連合の危機対応を担い、また諜報活動能力を有する。このほかにも欧州委員会と権限を共有する分野において、協力して活動する。しかしながら上級代表と対外行動局は政策の提案と実行はできるものの、制定を行うことはできず、その権限は上級代表が議長を務める外務理事会が有している。
欧州対外行動局はほかの欧州連合の機関から独立している。もともとは理事会と欧州委員会の外交担当部局が統合したものであるが、この両部局をそれぞれの機関から切り離し、独自の予算を得ている。

## 沿革
欧州対外行動局はもともと、発効が断念された欧州憲法条約にうたわれていたものであった。欧州連合の対外関係部局を一本化することは、やはり外交担当の役職を一本化することになっていた上級代表職を支えるのに必要なものとされていた。ロンドンのシンクタンクである欧州改革センターの創設者チャールズ・グラントは対外関係部局が分かれていたことについて「オーケストラのいない指揮者、あるいは2つの別々のオーケストラを同時に指揮しようとしている指揮者のようなものだ」と表現した。欧州憲法条約が否決されたことを受けて、欧州連合の外交を担う機関についての規定は2009年に発効したリスボン条約に引き継がれた。
欧州対外行動局の任務については欧州連合条約の第27条に、以下のように規定されている。
（日本語試訳）その任務を全うするため、上級代表は欧州対外行動局の補佐を受けるものとする。欧州対外行動局は加盟国の外交当局と協力して活動し、また加盟国の外交当局から出向している職員のほかに理事会事務局および委員会の関連部局出身の職員で構成するものとする。欧州対外行動局の組織と機能は理事会の決定によって定められるものとする。理事会は欧州議会の諮問を受け、また委員会の同意をえたのちに、上級代表が示した提案について決定を下すものとする。
リスボン条約が発効する直前にキャサリン・アシュトンが上級代表に指名され、また新設される欧州対外行動局の機構を作り上げるという任務を課せられた。ハイチ地震の発生を受けて、アシュトンは欧州委員会、理事会、連合加盟国の外交当局者を集めた会議の議長を務め、地震被害への対応の調整にあたった。アシュトンはこの対応を欧州対外行動局の最初の活動と表現されることを拒むものの、欧州連合のすべての外交政策当局者の間でこのような調整がなされたことはこれまでにはなかったことだ、としている。
2010年の上半期にわたってアシュトンは理事会、欧州議会、欧州委員会との間を、欧州対外行動局の組織のあり方についてまとめるべく奔走した。欧州委員会は通商、開発、拡大、対外的な代表などといった既存の権限の多くをできる限り残すよう求め、その一方で欧州議会は任官や予算を監視できるようにして欧州体外行動局に対する自らの監督権限を得ようとした。2010年7月8日に欧州議会は欧州対外行動局の組織案について、賛成549、反対78、棄権17で承認した。同月20日には理事会が自らの関連部局を欧州対外行動局に移管することを承認した。残されていた法的問題が解決したことで、欧州対外行動局は2010年12月1日に発足することとなった。発足までの間、アシュトンはベルレモンの1フロアでおよそ30人の職員の補佐を受けていただけであった。

## 組織

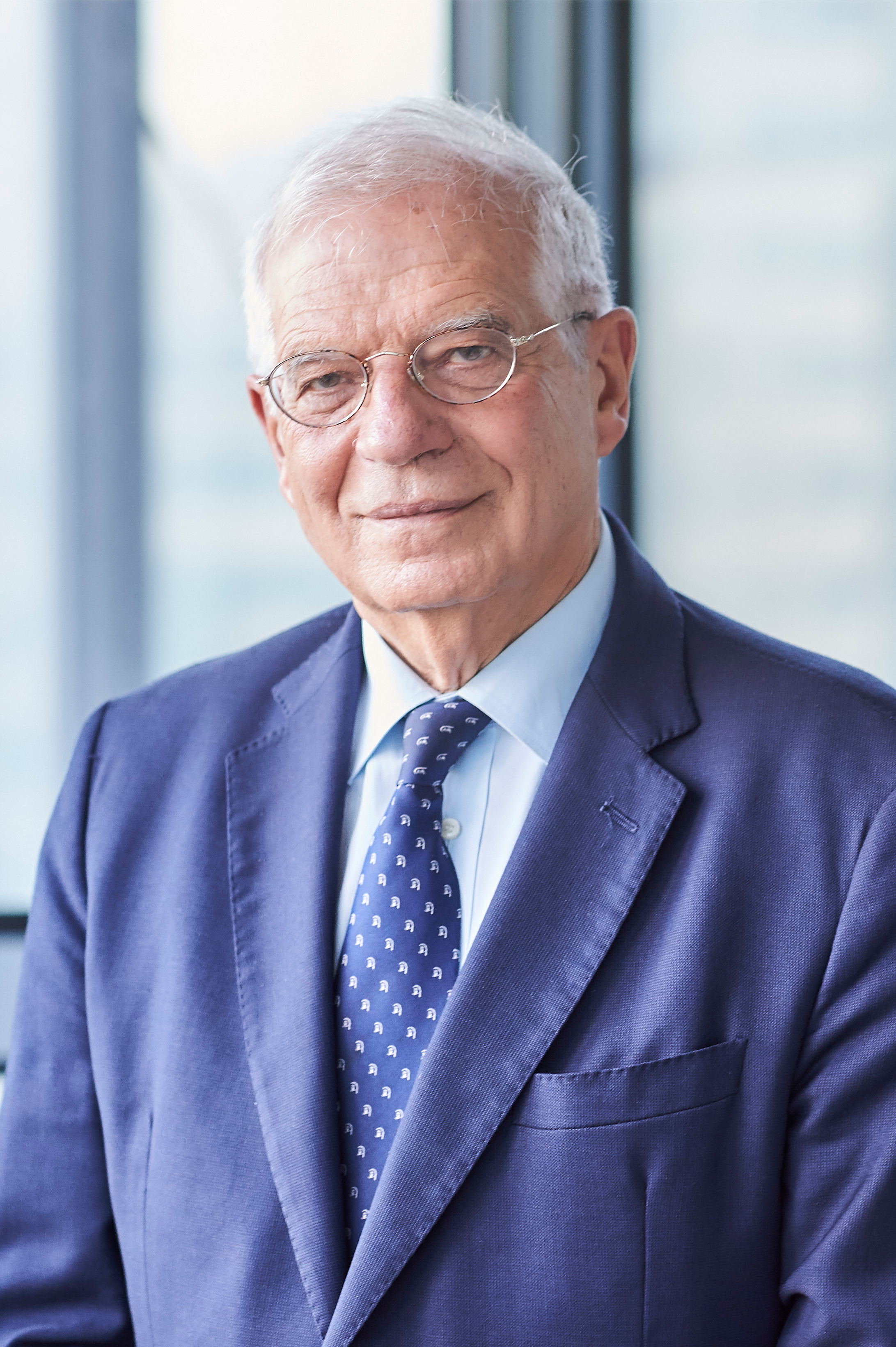
欧州対外行動局は欧州連合の外交政策を実行にあたって上級代表を補佐する。

欧州対外行動局は全般的な外交関係、安全保障や防衛政策を運営し、諜報機関である統合情勢センターを監督する。ところが、上級代表と欧州対外行動局が法案の発議することができるにもかかわらず、政策の最終決定は加盟国が行い、また専門的な実施においては欧州委員会も加わることになっている。上級代表は欧州議会に対して報告をしなければならない。欧州対外行動局にはすべての国と世界中の地域機関に対応する専門の担当官を置き、また民主主義、人権、防衛を担当する専門部局も設置している。
欧州対外行動局は6つの総局を持ち、それぞれの業務の柱をなしている。それぞれの総局には総局長の下に数百名の職員が属している。これらの部署は以下の分野を担当している。
- 会計・人事
- 気候変動、人権、民主主義の促進といった世界規模での事案
- 国際連合や G20 などの多国間組織との関係や司法・領事関係
- 加盟候補国および近隣諸国（ロシア、中央アジア、中東など）との関係
- アメリカ合衆国、カナダ、メキシコ、中華人民共和国、日本、南アフリカ共和国、オーストラリアなどの先進工業国との関係
- ラテンアメリカ、アフリカ、アジア、太平洋地域といった途上国との関係

地理的担当官は欧州委員会の担当官と重複しないことになっている。欧州対外行動局はまた、安全保障、戦略的政策立案、法務、連合の機関間関係、広報外交、内部監査、個人情報保護を担当する部局を有している。

## 職員
欧州対外行動局の職員は欧州委員会と理事会から引き継ぎ、加盟国の外交当局から一時出向した職員も受け入れている。上級代表は自らの専属職員を直接任命している。総勢およそ1100人の職員は国別に定員を配分しておらず、最大 40% の職員が加盟国からの出向となる。残りの職員は常勤で、従来は欧州委員会に属していた者たちとなっている。このように構成するのは共通の外交技能を形成するためであるということが理由のひとつに挙げられ、またこのためにヨーロッパ規模での外交官養成機関の創設が求められてきた。
職員は欧州委員会、理事会、あるいは加盟国といったもとの所属にかかわらず、同じ権限や待遇を受けている。これに関して、外部流出したドイツの外交文書などでは、欧州対外行動局の構造全体がイギリス出身者で占められるという懸念がもたれてきた。つまり、上級代表であるアシュトンがイギリス政府の影響を受けて幹部職員に多くのイギリス出身者をあてようとしており、イギリス側もそれを受け入れる態勢を整えていたとされていた。たとえば、欧州対外行動局の設立運営グループの13名には、ドイツ出身者が1名しかいなかったのに対してイギリス出身者が3人いたということも懸念を呼んだ要因となっていた。

### 幹部職
上級代表が往復外交を行い、また特別代表が上級代表に対して直接報告するのに対し、欧州対外行動局の日常的な業務は事務総長が総括的に行う。理事会は事務総長の任務の概要について、以下のように合意している
（日本語試訳）欧州対外行動局は上級代表の権限の下で活動する事務総長によって運営がなされるものとする。事務総長は組織や予算の管理など、欧州対外行動局の円滑な機能を確保するために必要なあらゆる手段を講じるものとする。事務総長は連合代表部や本庁のすべての部局との間での効果的な調整を確保するものとする。
事務総長の下には事務次長2名と総局長6名が置かれている。事務次長のうちの1人は欧州委員会との調整や協力といった運営事案を扱い、残る1名は外交政策の立案を補佐する。しかしながら最終合意された計画では、上級代表の代役は関連する分野を担当する欧州委員会委員や、当期の理事会議長国の外相が務めることになっている。
総局長はそれぞれの部局を運営している。事務総長は合同情勢センターなどの自立的機関、軍事スタッフ、内部セキュリティ部署、内部監査部署、欧州連合のほかの機関との連携を担当する部署の監督も行う。欧州議会では、事務総長の権限が過大である一方で政治的な責任を負っていない、上級代表の補佐に当たるものは政治的な手続きを経て任命されるべきであり、役人であってはならないという懸念を持っている。そのため欧州議会は予算総局長の人選を自らにさせるよう強く求めた。

## 代表部

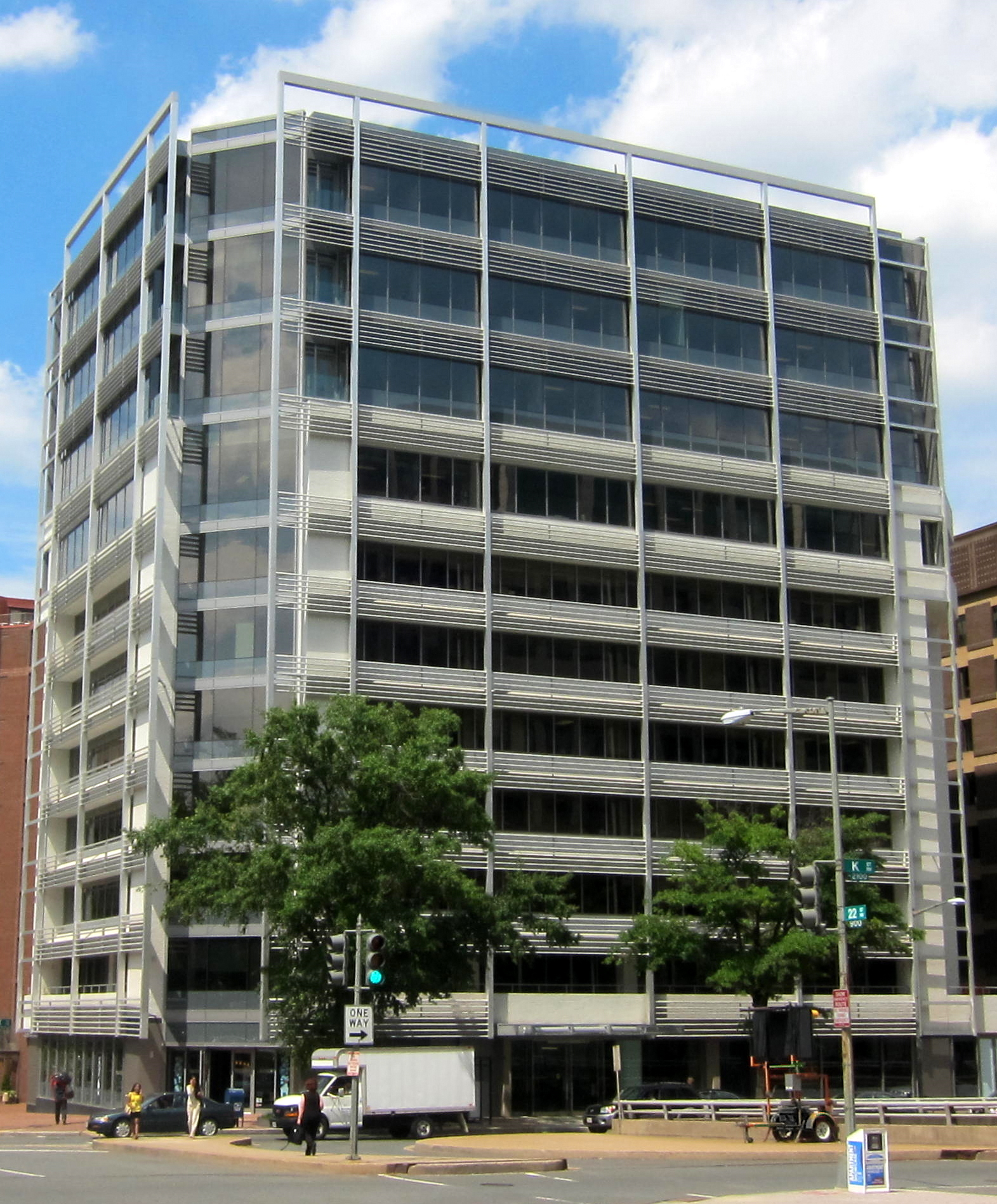
ワシントンD.C. に置かれている駐アメリカ合衆国欧州連合代表部

従来は欧州委員会を代表する外交団として非加盟国や国際機関に置かれた代表部は、欧州連合の大使館として欧州対外行動局のもとにおかれるようになった。代表部は欧州議会議員の訪問の支援を行い、代表部の長は欧州議会での聴聞を受け、また担当する国に関する欧州議会の質問に答えることになっている。欧州連合代表部は国際連合加盟国のほぼすべての国に置かれており、それぞれの代表部の長は上級代表が任命する大使である。
2010年1月1日、従来の欧州委員会代表部は欧州連合代表部に改称し、通常の代表部よりも広範な権限を行使する大使館のような機関に段階的に移行してきた。機能が強化された代表部は、従来は当期の理事会議長国の大使館が有していた役割を担うようになっている。

## 予算
欧州対外行動局の予算は上級代表が提案管理し、毎年欧州議会の承認を受けている。2010年度の当初予算規模は950万ユーロであり、正式に発足するとその額は30億ユーロに上ると見込まれている。

## 欧州議会の監督
欧州議会は欧州対外行動局に対する監督権限を得ることを強く求め、欧州対外行動局が独立した機関であるにもかかわらず、最終案では予算について欧州議会が承認、拒否を決めることとなった。欧州議会はまた在外公館の予算についても図られることになり、その監督権限を強化することとなった。また欧州議会は非公式ながらも、重要国への大使の任命に強くかかわることになり、また欧州対外行動局の重要文書を閲覧する権利を得ている。

## 諜報活動
外交部局の統合にともない、欧州委員会と理事会の情報収集活動を担う組織も統合された。もともと情報収集活動は理事会の合同情勢センターや監視機関、欧州委員会の危機管理室などが担当してきた。合同情勢センターは110人の職員を有し、加盟各国からは情報分析官が派遣され、重要案件についての報告書を作成して機密情報を蓄積する。合同情勢センターは24時間体制で活動し、直面する案件について静止衛星を通じて欧州連合の外交官に情報を提供している。監視機関は12人の警察官と軍人で構成され、欧州連合の域外でのミッションから情報を収集してきた。
欧州委員会の危機管理室は6人の委員会職員で運営され、公開情報や欧州連合の在外公館からの情報をもとに世界の118の紛争案件に関する速報を報じるウェブサイトを運営している。危機管理室は統計分析を用いた手法やテレビ放送をキーワードで分析するソフトウェアを使用している。統合新機関の詳細は未確定であるが、2004年のマドリード列車爆破テロ事件でベルギーとオーストリアが提唱していたような、加盟国の情報機関と同様の機密活動は行なわないことになっている。
合同情勢センターと危機管理室は統合され、上級代表の下に置かれている。諜報機関は上級代表のオフィスの近くに設置され、総局長と職員およそ160人、毎年1000万から2000万ユーロの予算規模で運営されている。諜報機関には情報技術の専門家、科学者、戦略担当官、派遣された諜報員が在籍している。また危機発生地に人員を派遣して情報を収集し、また世界中の欧州連合代表部との24時間態勢のホットラインを有している。諜報機関は上級代表に、理事会政治・安全保障委員会を経ることもなく、緊急時においては直接かつ強力な情報を提供する。

## 欧州委員会との兼ね合い
欧州委員会は援助、開発、エネルギーと連合の拡大に関する権限を自らに残そうとした。これらの分野では担当する欧州委員会の委員が主導することとなり、必要に応じて上級代表と合同で活動することになっている。欧州対外行動局には欧州委員会が担当している分野の部署を有しているが、決定にあたっては上級代表と担当委員との合同でなされなければならない。
ところがアシュトンの当初の構想では欧州対外行動局が、少なくとも近隣政策や国際開発分野も担うことになっていた。結局は欧州委員会との妥協により、開発分野については5つある計画サイクルのうち3つを欧州対外行動局が欧州委員会から引き継ぐことになった。

## 所在地
欧州対外行動局はブリュッセルのウロップ地区中心部にあるシューマン広場にあるトリヤングルと呼ばれるビルに置かれている。欧州対外行動局はトリヤングルに年間1200万ユーロの賃貸借で入居し、2010年12月1日に始動した。トリヤングルへの移転以前は、発足時に欧州対外行動局に在籍することになっていた職員は8つのビルに分かれており、年間2500万ユーロの経費がかかっていた。欧州対外行動局はトリヤングルのほとんどを占めているが、残る一部には欧州委員会の部局が入居している。2010年7月にはすでに欧州人事選考局が入居していた。
当初はロワ通りにある、欧州委員会の対外関係総局が入居するシャルルマーニュ・ビルを引き継ぐことが見込まれていた。ところがシャルルマーニュは狭すぎる、欧州委員会の対外関係総局が入るビルを引き継ぐということは欧州対外行動局が独立した機関であるというイメージに反するとされた。さらには改装に時間がかかりすぎるともされた。また入居先にはレクス・ビルも候補に挙がった。理事会から安く借りることができ、また欧州委員会と理事会のビルと地下道で結ばれ、安全性の高い評価を受けていたこともあって、アシュトンも経費と安全性の観点からレクス・ビルに入居することを希望していた。ところがレクス・ビルに入居するとなると理事会の職員が退去を迫られ、結果として別の入居先を見つけるために理事会の予算に負担がかかってしまうことになりかねなかった。結局は理事会が移転を望まなかったため2010年10月、アシュトンはトリヤングルを欧州対外行動局の入居先に選んだ。